# 犬鳴ダム
犬鳴ダム（いぬなきダム）は、福岡県宮若市（旧鞍手郡若宮町）犬鳴、一級河川の遠賀川水系犬鳴川の最上流部に建設されたダムである。
福岡県が管理している都道府県営ダムであり、堤高76.5mの重力式コンクリートダムである。犬鳴川及び遠賀川下流の治水と、宮若市への利水を図る補助多目的ダムである。ダムによって形成された人造湖は、福岡藩家老の加藤司書に因んで司書の湖（ししょのうみ）と名付けられた。また、福岡県道21号福岡直方線の犬鳴大橋からダムの姿を確認することが出来る。

## 経緯
犬鳴ダムは、工業用水、鞍手郡宮田町および若宮町における上水道用水、洪水調節ならびに正常流量の確保を目的とした多目的ダムとして計画され、1968年（昭和43年）に予備調査が開始された。ちょうどこの頃、日本国有鉄道（国鉄）は山陽新幹線の建設計画を進めており、そのルート上で福岡トンネルが犬鳴ダムの貯水池直下を通る計画となっていることが判明した。福岡県は国鉄に対し、ルートの変更を求めたが、貯水池直下であっても技術的な障害はないこと、高速鉄道ではルートの変更が難しく、変更すれば開通が遅れることなどから、国鉄はルート変更を拒否した。このためダム計画は以降多くの問題点に悩まされ続けることになった。
国鉄が福岡トンネルを建設する途中、1972年（昭和47年）6月頃から坑内湧水が急激に増大し、これに合わせて周辺の沢や河川が枯渇するようになって、次第に範囲が拡大していった。トンネルと交差する犬鳴川では、1973年（昭和48年）10月頃にはトンネル上流側約300メートル区間において水がまったく枯渇した。これによりダムの貯水機能にも影響があると判断される状態となった。そこで国鉄では、トンネル内からの岩盤注入と犬鳴川河床へのボーリングによる注入を行い、わずかであるが河川流量が復活した。しかしトンネル建設前に比べて非常に少ない流量に留まった。
国会においてもこの問題は取り上げられるようになり、国鉄総裁はこの件に関し国鉄が全責任を負うと表明した。山陽新幹線福岡トンネル技術検討委員会が立ち上げられ、ダムの貯水機能の確保とトンネルの安全性に関する技術的な検討が行われ、ダム計画とトンネルの安全性には問題がないと判断された。
国鉄と福岡県の間で補償交渉が行われ、トンネル内への漏水のダムへの還元を実施し、そのための建設費と維持管理費用を国鉄で負担することが合意された。これにより1988年（昭和63年）6月になってようやくダム本体工事が発注された。こうしてダム工事が遅れている中、共同事業者が1985年（昭和60年）6月にダム計画からの撤退を表明し、このダムによる工業用水供給が宮田町（現宮若市）へのトヨタ自動車九州の進出の条件ともなっていたことから県全体の問題となって、県を挙げて引き留めることになった。共同事業者は結局1986年（昭和61年）に計画へ復帰し、ダム計画が進捗することになった。
トンネル内への漏水を導水管を用いてダムへ還元するほかに、貯水池からの漏水を減らすための対策工事も実施され、貯水池内はほぼ全面的に覆われることになった。こうした対策費用も、国鉄を承継したJRの費用で賄われた。
1994年度（平成6年度）にダム建設事業が完了した。試験湛水が実施され、1997年（平成9年）5月14日にサーチャージ水位に到達してダムが完成した。